# Randver
Randver eller Randvér var enligt Sǫgubrot och Hyndlas sång son till Radbard, kungen av Gårdarike, och Aud, Ivar Vidfamnes dotter. Hans hustru var Ingild som var dotter till en okänd sveakung. Han efterföljdes av sin son Sigurd Ring.
Hervararsagan skiljer sig ifrån de förutnämnda avseende Randvers fader.